# Палеохора
Палеохора (грч. Παλαιοχώρα) је насељено место у општини Полигирос у периферији Средишња Македонија, Грчка. Према попису из 2021. године било је 629 становника.
Према бугарском географу и историчару, Василу Канчову, у Палеохори је 1900. године живело 400 Грка.